# 강정숙
강정숙(姜貞淑, 1952년 ~ )은 대한민국의 국악인이자 인간문화재이다. 2001년 국가무형문화재 제23호 가야금 병창 및 산조 기능보유자로 지정되었다.

## 생애
남원에서 태어나 남도국악원에서 춘향가, 흥부가, 심청가를 배웠다. 1975년 KBS가 주최한 명인 명찬 대회에서 입상하여 국립창극단에 입단했다.
김소희에게 춘향가, 흥부가, 심청가를 다시 배웠다. 박초월에게 수궁가, 박동진에게 적벽가를 전수받았다. 박귀희의 대표 제자이다.

## 음반
- 2005년 - 강정숙 가야금 병창 (쑥대머리)
- 2001년 - 서공철류 가야금산조
- 1994년 - 일요 명인 명창전
- 1993년 - 가야금 병창집
- 1984년 - 가야금 산조/병창